# اريانا واشنطن
اريانا واشنطن (بالإنجليزية: Ariana Washington)‏ هي منافسة ألعاب القوى أمريكية، ولدت في 27 أغسطس 1996 في سيغنال هيل في الولايات المتحدة.

## وصلات خارجية
- اريانا واشنطن على موقع الاتحاد الدولي لألعاب القوى (الإنجليزية)
- اريانا واشنطن على موقع الاتحاد الأمريكي لسباقات المضمار والميدان (الإنجليزية)
- اريانا واشنطن على موقع TFRRS.org (الإنجليزية)
- اريانا واشنطن على موقع اللجنة الأولمبية الدولية (الإنجليزية)
- اريانا واشنطن على موقع اللجنة الأولمبية والبارالمبية الأمريكية (الإنجليزية)